# Plachino
Plachino (in lingua russa Пла́хино) è un villaggio rurale (selo) situato nell'Oblast' di Rjazan', in Russia. La città è il luogo di nascita di Aleksandr Vasiljevič Aleksandrov, autore dell'inno nazionale dell'Unione Sovietica.